# Les Festivités du Perce-neige
Pour plus de détails, voir Fiche technique et Distribution.
Les Festivités du Perce-neige (Slavnosti sněženek) est un film tchécoslovaque réalisé par Jiří Menzel, sorti en 1984. 
C'est l'adaptation du roman du même nom de Bohumil Hrabal publié en 1978.

## Fiche technique
- Titre original : Slavnosti sněženek
- Titre français : Les Festivités du Perce-neige
- Réalisation : Jiří Menzel
- Scénario : Jiří Menzel d'après Bohumil Hrabal
- Pays d'origine : Tchécoslovaquie
- Format : Couleurs - 35 mm - Mono
- Genre : comédie
- Durée : 83 minutes
- Date de sortie : 1984

## Distribution
- Rudolf Hrusínský : Franc
- Jaromír Hanzlík : Leli
- Josef Somr : Vyhnálek
- Petr Čepek : le boucher
- Miloslav Stibich : Jelinek
- Petr Brukner : le conducteur du tracteur
- Eugen Jegorov : le droguiste
- Borík Procházka : Liman
- Jirí Schmitzer : le tavernier
- Marie Spurná : la femme du tavernier
- Blazena Holisová : femme de Franc
- Blanka Lormanová : jeune femme
- Jirí Krejcík : M. Karel
- František Vláčil : le vieux chasseur